# Файєтт (округ, Огайо)
Шаблон:StateAbbr_ 39°34′ пн. ш. 83°27′ зх. д. / 39.56° пн. ш. 83.45° зх. д.
Округ Файєтт (англ. Fayette County) — округ (графство) у штаті Огайо, США. Ідентифікатор округу 39047.

## Історія
Округ утворений 1810 року.

## Демографія
За даними перепису
2000 року
загальне населення округу становило 28433 осіб, зокрема міського населення було 14671, а сільського — 13762.
Серед мешканців округу чоловіків було 14021, а жінок — 14412. В окрузі було 11054 домогосподарства, 7841 родин, які мешкали в 11904 будинках.
Середній розмір родини становив 2,96.
Віковий розподіл населення поданий у таблиці:
| Стать    | До 15 років | 15-21 | 22-29 | 30-39 | 40-49 | 50-65 | 65-85 | Понад 85 |
| -------- | ----------- | ----- | ----- | ----- | ----- | ----- | ----- | -------- |
| Чоловіки | 3088        | 1376  | 1334  | 2028  | 2149  | 2341  | 1558  | 147      |
| Жінки    | 2862        | 1203  | 1407  | 2005  | 2181  | 2363  | 2070  | 321      |

## Суміжні округи
- Медісон — північ
- Пікавей — північний схід
- Росс — південний схід
- Гайленд — південь
- Клінтон — південний захід
- Ґрін — північний захід

## Виноски
1. ↑  U.S. Decennial Census. United States Census Bureau. Архів оригіналу за 26 квітня 2015. Процитовано 7 лютого 2015.
2. ↑  Historical Census Browser. University of Virginia Library. Архів оригіналу за 11 серпня 2012. Процитовано 7 лютого 2015.
3. ↑  Forstall, Richard L., ред. (27 березня 1995). Population of Counties by Decennial Census: 1900 to 1990. United States Census Bureau. Архів оригіналу за 14 лютого 2015. Процитовано 7 лютого 2015.
4. ↑  Census 2000 PHC-T-4. Ranking Tables for Counties: 1990 and 2000 (PDF). United States Census Bureau. 2 квітня 2001. Архів оригіналу (PDF) за 18 грудня 2014. Процитовано 7 лютого 2015.
5. ↑  State & County QuickFacts. United States Census Bureau. Архів оригіналу за 6 червня 2011. Процитовано 7 лютого 2015. [Архівовано 2011-06-06 у Wayback Machine.](англ.) Наведено за англійською вікіпедією.
6. ↑  American FactFinder. Бюро перепису населення США. Архів оригіналу за 26 лютого 2012. Процитовано 31 січня 2008. [Архівовано 2008-05-21 у Wayback Machine.]

| США | Це незавершена стаття з географії США. Ви можете допомогти проєкту, виправивши або дописавши її. |